# Ben Nighthorse Campbell

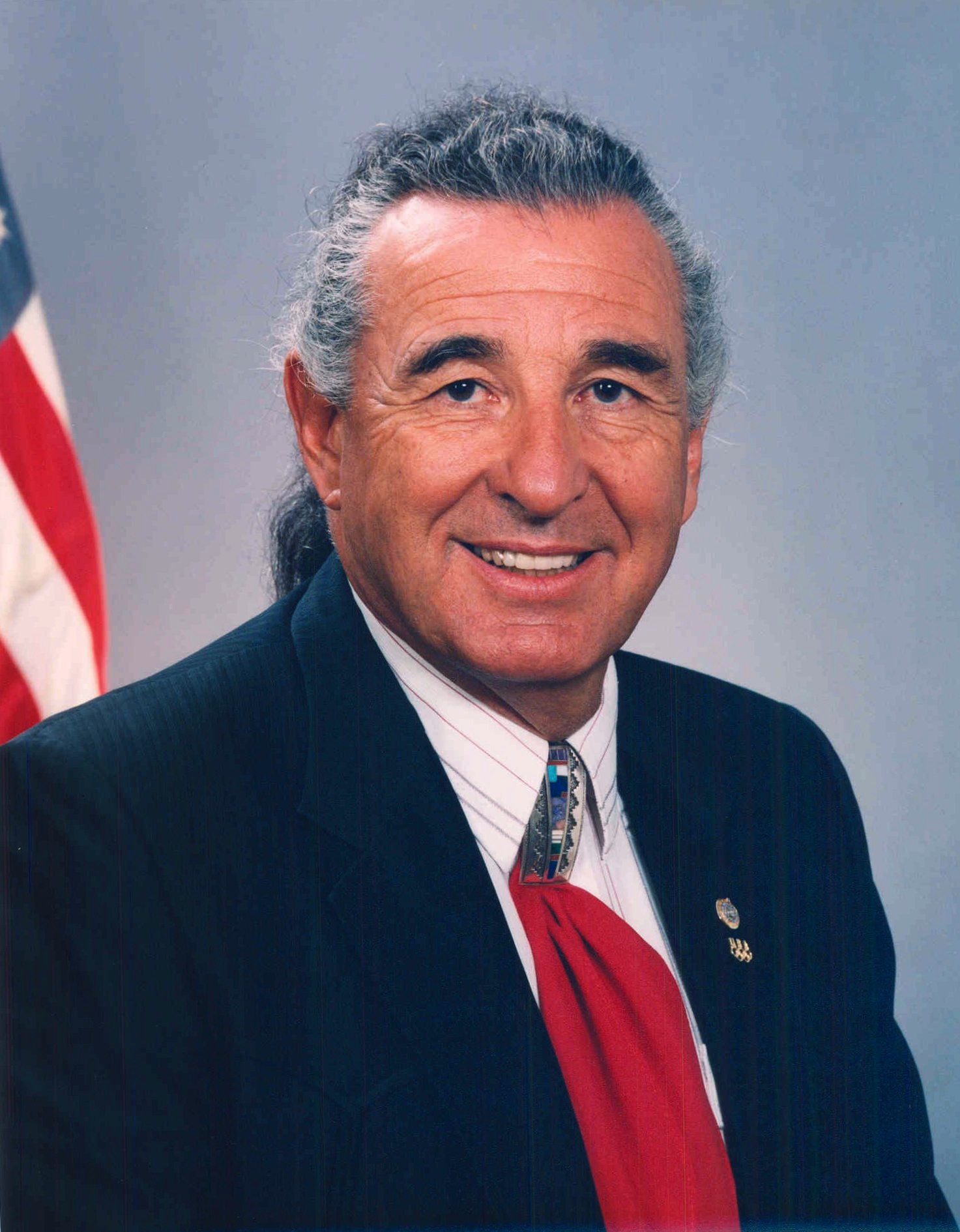
Ben Nighthorse Campbell

Ben Nighthorse Campbell (* 13. April 1933 in Auburn, Kalifornien) ist ein ehemaliger US-amerikanischer Politiker, der den Bundesstaat Colorado in beiden Kammern des Kongresses vertrat. Campbell, der zum Volk der Cheyenne gehört, war nach Charles Curtis der zweite Indianer im Senat der Vereinigten Staaten.

## Frühe Jahre und persönlicher Werdegang
Ben Campbells Mutter Mary war im Alter von sechs Jahren mit ihrer Mutter aus Portugal in die Vereinigten Staaten eingewandert, wo die Familie sich nahe Sacramento niederließ; dort gab es auch eine große portugiesische Gemeinde. Da sie schon als Jugendliche an Tuberkulose litt, musste sie sich oft in einem örtlichen Krankenhaus behandeln lassen. Dort lernte sie bei einem ihrer Aufenthalte Albert Campbell kennen: Der Mann vom Volk der Cheyenne litt an Alkoholismus und absolvierte dort eine Entziehungskur. Sie heirateten 1929; vier Jahre später kam ihr Sohn Ben zur Welt. Er hatte eine ältere Schwester namens Alberta.
Da sich die Alkoholprobleme des Vaters fortsetzten, was dazu führte, dass er seine Familie oft über längere Zeiträume verließ, und die Mutter aufgrund ihrer Tuberkuloseerkrankung nur eingeschränkten Kontakt zu ihren Kindern haben durfte, verbrachten Ben Campbell und seine Schwester einen großen Teil ihrer Jugend in katholischen Waisenheimen. Nachdem er die High School in Auburn ohne Abschluss verlassen hatte, trat Campbell 1951 der Air Force bei. Er diente während des Koreakrieges in Asien und brachte es bis zum Airman zweiter Klasse. Bis zu seinem Abschied 1953 erhielt er die Korean Service Medal und die Air Medal.
In der Folge setzte Campbell seine Ausbildung fort. 1957 erhielt er den Bachelor of Arts von der San José State University; danach bot sich ihm die Möglichkeit, an der Meiji-Universität in Tokio zu studieren, wo er von 1960 bis 1964 verblieb. Kurz vor dem Ende seines Aufenthalts in der japanischen Hauptstadt nahm er dort als Judoka an den Olympischen Sommerspielen teil. In der offenen Klasse belegte er den sechsten Platz.
Nach seiner Rückkehr in die Vereinigten Staaten betätigte sich Campbell als Juwelendesigner. Nachdem seine erste Ehe geschieden worden war, heiratete er 1966 eine Lehrerin aus Colorado. Aus der Ehe gingen zwei Kinder hervor; Campbell ist außerdem vierfacher Großvater.

## Politische Laufbahn

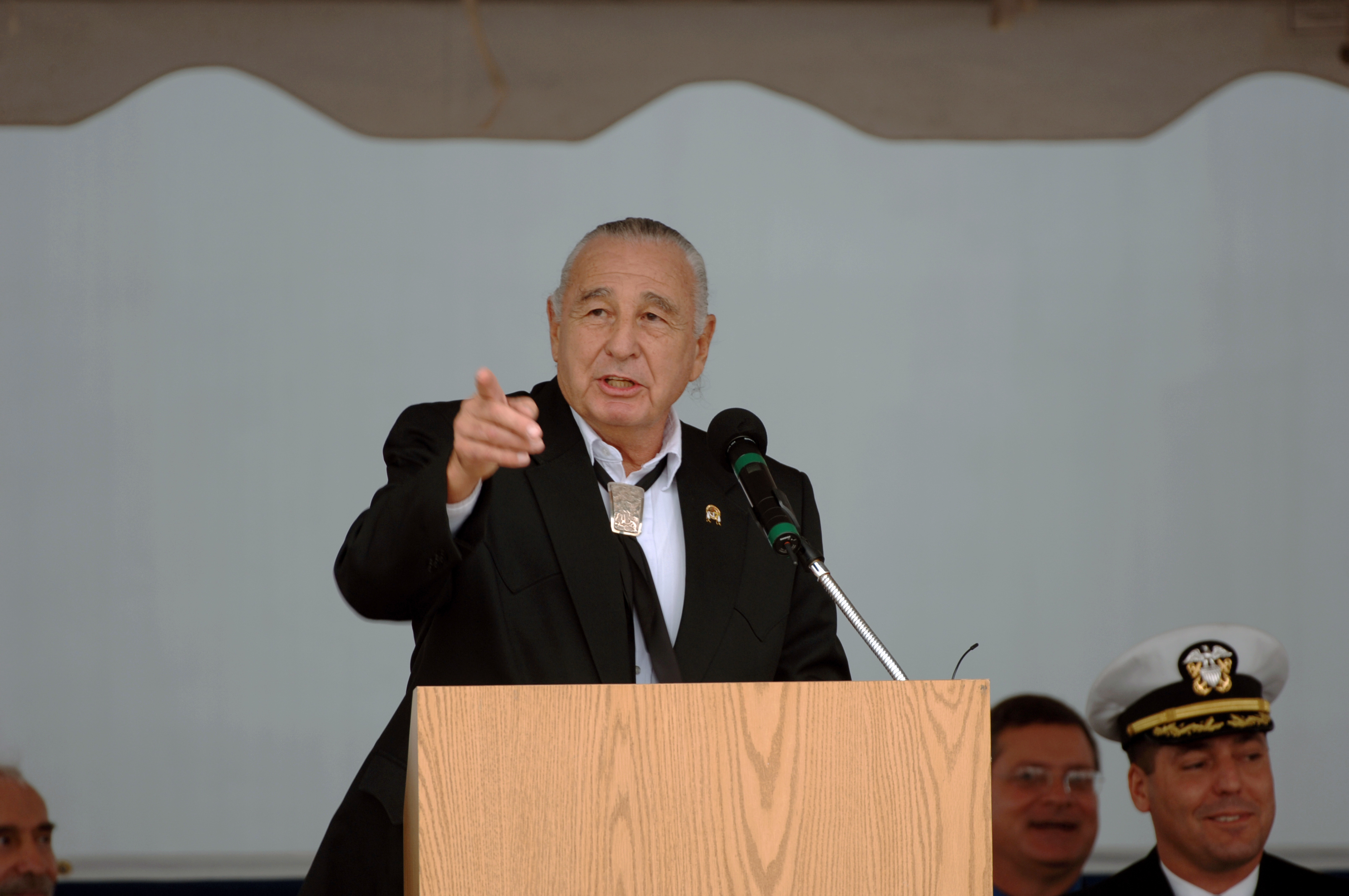
Ben Campbell bei einer Rede anlässlich der Indienststellung des Kriegsschiffes USS Mesa Verde (2007)

Politisch betätigte Campbell sich erstmals 1983. In diesem Jahr zog er als Demokrat in das Repräsentantenhaus von Colorado ein, dem er bis 1986 angehörte. Nach seinem Sieg gegen den republikanischen Amtsinhaber Michael L. Strang bei den Kongresswahlen von 1986 wurde er am 3. Januar 1987 Abgeordneter im Repräsentantenhaus der Vereinigten Staaten, wo er sechs Jahre lang den dritten Distrikt von Colorado vertrat. Er wurde zweimal mit mehr als 70 Prozent der Wählerstimmen bestätigt.
1992 bewarb Campbell sich erfolgreich um die Nachfolge des nicht mehr kandidierenden demokratischen US-Senators Tim Wirth. Er nahm dessen Sitz am 3. Januar 1993 ein und gehörte der demokratischen Senatsfraktion bis zum 3. März 1995 an. An diesem Tag erklärte er seinen Wechsel zu den Republikanern, als zweiter Demokrat nach Richard Shelby, der unmittelbar nach den Halbzeitwahlen 1994 seinen Wechsel in die Republikanische Partei vollzog. Er wurde als deren Kandidat er bei der Wahl von 1998 mit klarer Mehrheit gegen die Demokratin Dottie Lamm bestätigt. Von 1997 bis 2001 sowie von 2003 bis 2005 führte er den Vorsitz im Senate Committee on Indian Affairs.
Im März 2004 erklärte Campbell, dass er sich nicht um eine dritte Amtsperiode bewerben werde. Stattdessen signalisierte er Interesse am Amt des Gouverneurs von Colorado, doch letztlich trat er nicht zur Wahl im Jahr 2006 an, die dann Bill Ritter von den Demokraten gewann. Sein Senatssitz fiel am 3. Januar 2005 an den Demokraten Ken Salazar. Ben Campbell hat sich seitdem aus der Bundespolitik zurückgezogen; er fungiert aber noch als eines von 44 Mitgliedern im Häuptlingsrat (Council of Chiefs) des Cheyenne-Volkes.

## Auszeichnungen
2011 wurde ihm der japanische mittlere Orden der Aufgehenden Sonne am Band verliehen.